# U.S. Customhouse (Bristol County, Massachusetts)
Das United States Customhouse in ein historisches, allerdings bis heute genutztes Zollhaus in New Bedford im Bundesstaat Massachusetts der Vereinigten Staaten. Es wurde 1834 errichtet, befindet sich im Eigentum der Bundesregierung der Vereinigten Staaten und dient vor allem als Port of Entry. Nach umfangreichen Renovierungsarbeiten in den 1960er Jahren wurde es 1966 als Contributing Property des New Bedford Historic District anerkannt und 1970 als National Historic Landmark in das National Register of Historic Places eingetragen. Seit 1996 ist das Gebäude zudem Bestandteil des New Bedford Whaling National Historical Park.

## Architektur
Das aus Granit im Stil des Greek Revival von Robert Mills errichtete Gebäude ist zwei Stockwerke hoch und besitzt ein Walmdach. An der Ostseite befindet sich der von einem beinahe die gesamte Gebäudefront einnehmende Portikus, dessen vier Säulen Dorischer Ordnung jeweils 7,6 Meter hoch aufragen und 70 cm im Durchmesser aufweisen. Sie tragen ein großes Giebeldreieck. Die vier Ecken des Gebäudes dienen als Pilaster.
Eine mutmaßlich um 1850 hinzugefügte und als Observatorium genutzte Kuppel befand sich einst zwischen den vier Kaminen auf dem Dach des Gebäudes, ist aber heute nicht mehr existent.

## Historische Bedeutung
Mills entwarf insgesamt vier Zollhäuser dieses Stils für zwei Bundesstaaten in Neuengland. Die drei entsprechenden Bauwerke in Middletown, Connecticut, New London, Connecticut und Newbury, Massachusetts sind nahezu identisch, während das vierte Gebäude in New Bedford das größte und architektonisch aufwendigste ist.
1789 wurde New Bedford als Standort der Verwaltung für den zehnten Zollbezirk der Vereinigten Staaten ausgewählt, dessen Haupteinnahmequelle die Walfang- und Schiffbauindustrie der Umgebung war. 1832 erhielt die Stadt die Genehmigung zum Bau eines Zollhauses für 15.000 US-Dollar (heute ca. 490.000 Dollar bzw. 454.000 Euro). Tatsächlich kostete die 1834 begonnene Errichtung mit 31.000 Dollar (heute ca. 1.012.000 Dollar bzw. 938.000 Euro) jedoch mehr als das Doppelte. Mit seiner exponierten Lage rund 15 Meter über der Wasserlinie war das Gebäude von Beginn an eine wichtige Landmarke der Stadt.